# Bromus nottowayanus
Bromus nottowayanus är en gräsart som beskrevs av Merritt Lyndon Fernald. Bromus nottowayanus ingår i släktet lostor, och familjen gräs. Inga underarter finns listade i Catalogue of Life.